# El Malecón
El Malecón, ufficialmente Avenida de Maceo, è un'ampia arteria a sei corsie situata di fronte al mare nella costa settentrionale de L'Avana, capitale di Cuba. È protetta nella sua lunghezza da un enorme muro ed è lunga otto chilometri, dal Puerto de La Habana, il porto della città situato ne La Habana Vieja, fino al quartiere del Vedado.
All’inizio del lungomare si trova il Castello di San Salvador de la Punta, una delle fortezze più rinomate della città. Nel mese di agosto si celebra il Carnaval de la Habana, festa in cui lungo il Malecón si possono osservare i carri sfilare e si può ascoltare la musica tradizionale. Presso i suoi dintorni si localizza inoltre l’importante Parco Storico Militare Morro-Cabaña. Dal lungomare è possibile assistere alla Cerimonia del Cañonazo (Cerimonia di sparo del Cannone) in memoria del periodo coloniale che ha luogo dalla Fortezza di San Carlos de la Cabaña, situata all'interno del parco storico. L’evento ricorda in particolar modo la tradizione del sollevamento delle catene di protezione del porto e si svolge ogni sera alle 21.

## Storia
La sua costruzione iniziò nel 1901, sotto il governo provvisorio statunitense, e continuò in tappe successive per circa cinquant'anni. L'obiettivo della sua costruzione fu quello di proteggere la città dalle acque, tuttavia in seguito divenne un luogo abituale per le passeggiate notturne dei cittadini e per pescatori occasionali.
Per celebrare la costruzione della prima tratta di 500 m, il governo statunitense costruì un gazebo in un angolo del Paseo del Prado, storica via che conduce da Centro Habana fino alla costa nord della città. I seguenti governi cubani continuarono poi lo sviluppo dell'opera, e nel 1923 la strada arrivava già nel Vedado, all'altezza del Parque Deportivo José Martí e dell'Ambasciata degli Stati Uniti, che fu costruita proprio in quel periodo. L'ultimo tratto, completato nel 1952, arrivò fino alla foce del Río Almendares.